# Ms. Boogie
Ms. Boogie, de son vrai nom Rose Isabel Rayos, est une rappeuse américaine d'origine dominicaine.

## Biographie

### Jeunesse
Rose Isabel Rayos nait au début des années 1990 d'une mère dominicaine et d'un père colombien qui les abandonne rapidement. Elle grandit à Brooklyn, dans l'est new-yorkais. Plus tard, elle fréquente la scène ballroom new-yorkaise, au sein de laquelle elle fait en 2009 la connaissance de Trannilish, une autre artiste qui s'occupe de son maquillage le temps d'un ball.

### Première carrière musicale
Assignée garçon à la naissance, Rose Isabel Rayos fait ses débuts dans le rap en 2013, sous un nom masculin. Elle participe alors de la vague « queer rap » aux côtés notamment de Mykki Blanco. Son premier album, Allure, sort en 2014, porté par le single Body et promu par une tournée européenne. Il est suivi en 2015 d'une mixtape, My H.O.E (pour My Health Over Everything (Ma Santé Avant Tout)), sur laquelle figure un remix de Body avec Cakes da Killa et Shamz Le Roc. Deux ans plus tard sort Jesus Loves Me Too, dont le titre réfère à la phrase « Jesus loves you (Jésus t'aime) ». Élevée dans un environnement chrétien, Rose Isabel Rayos s'est en effet souvent entendu répéter cette phrase dans son enfance, comme pour excuser ses manières efféminées. La promotion de cette mixtape donne lieu à une nouvelle tournée européenne en octobre 2017.

### Transition et nouvelle carrière
En mai 2018, après une brève pause, Ms. Boogie fait son coming-out de femme trans au travers d'une lettre ouverte publiée sur Paper. C'est à cette occasion qu'elle annonce se prénommer désormais Rose Isabel, en référence à ses deux grands-mères. Peu de temps après, elle sort le morceau Morphin Time, puis recommence à collaborer avec d'autres artistes. Elle ne se consacre cependant pas encore de nouveau exclusivement à la musique et travaille alors en tant qu'employée d'un bureau de poste.
Après avoir collaboré en aout 2020 sur le morceau Fem Queen, hymne dédié aux femmes trans noires, Ms. Boogie retrouve son amie Trannilish en janvier 2021 pour Bounce. En mars de la même année, elle sort le single Dickscipline puis annonce travailler sur The Breakdown, son premier album depuis sa transition, à propos justement de cette dernière. Produit en grande partie par M Jamison (alias Boo Boo), une autre femme trans noire, The Breakdown sort en janvier 2024,,.

## Discographie

### Albums
- Allure (2014)
- The Breakdown (2024)

### Mixtapes
- My H.O.E (2015)
- Jesus Loves Me Too (2017)